# Chissioua Mtsamboro
Chissioua Mtsamboro o islote Mtsamboro (en francés: Îlot Mtsamboro) conocido anteriormente como isla de Zamburu, también como isla Saddle, es el nombre que recibe una isla, a unos 3 kilómetros de la costa noroeste del departamento de ultramar francés de Mayotte en el océano Índico en el archipiélago de las Comoras. Se encuentra al norte de las islas Choazil, frente a la costa de Mtsamboro. Este tramo de agua que se conoce como el pasaje Zamburu, es parte del canal de Mozambique. Chissiou Mtsamboro es una isla montañosa que abarca 2,6 kilómetros cuadrados, posee chozas en numerosos puntos a lo largo de la playa. Su punto más alto alcanza una altitud de 273 metros.